# سان بیسنس دلس اورتس
سانت بیسنس دلس اورتس (به اسپانیایی: Sant Vicenç dels Horts) یک شهرستان در اسپانیا است که در استان بارسلون واقع شده‌است.

## خصوصیات
سانت بیسنس دلس اورتس ۹٫۱۶ کیلومترمربع مساحت و ۲۷٬۴۶۱ نفر جمعیت دارد و ۲۲ متر بالاتر از سطح دریا واقع شده‌است.